# M/S Tor Britannia
M/S Tor Britannia är ett fartyg byggt 1975 och som levererades till Tor Line från Flender-Werke. 1981 bytte fartyget namn till M/S Scandinavia Star bara för att ett år senare återfå sitt ursprungliga namn. Efter en ombyggnation 1990–1991 fick fartyget namnet Prince of Scandinavia. Sedan 2003 under namnet M/S Moby Drea. 
Hon är systerfartyg till M/S Princess of Scandinavia.
Våren 2025 rapporterades hon som såld till upphuggning.